# Jesberg
Jesberg é um município da Alemanha, no distrito de Schwalm-Eder, estado de Hessen.